# مجلة الأفكار المثيرة للجدل
مجلة الأفكار المثيرة للجدل هي مجلة أكاديمية متعددة التخصصات وخاضعة للمراجعة الاكاديمية قبل النشر لتقييم محتوى وجودة المقالة. تهدف إلى السماح للأكاديميين بالنشر باستخدام أسماء مستعارة إذا طلبوا ذلك. تأسست في عام 2018 من قبل الفيلسوفة فرانشيسكا مينيرفا من جامعة ميلان،  و جيف مكماهان من جامعة اكسفورد، وبيتر سينجر من جامعة برينستون الأمريكية ، بدأت المجلة في قبول الطلبات في 20 أبريل 2020. وبحسب مكماهان، هناك حاجة إلى المجلة بسبب تخوف الأكاديميين من نشر مقالات تدعم مواقف خلافية معينة. خطرت الفكرة لمينيرفا بعد تعرضها لتهديدات بالقتل وصعوبة العثور على عمل بسبب مقال كتبته عن أخلاقيات القتل الرحيم للأطفال.
صدر العدد الأول من المجلة في 23 أبريل 2021.

## روابط خارجية
- مجلة الأفكار المثيرة للجدل